# Rubus praecox
Rubus praecox är en rosväxtart som beskrevs av Antonio Bertoloni. Rubus praecox ingår i släktet rubusar, och familjen rosväxter. Utöver nominatformen finns också underarten R. p. rutiliflorus.